# Mariano Villafranca
Mariano O. Villafranca (Manilla, 22 juli 1835 – aldaar, 27 oktober 1878) was een Filipijns rechter en alcalde mayor (gouverneur). 

## Biografie
Mariano Villafranca werd geboren op 22 juli 1835 in Manilla als tweede zoon van Agapita Ocampo en Catalino Villafranca, een docent. Zijn beide broers werden priester. Mariano studeerde aan de University of Santo Tomas. In 1852 behaalde hij er zijn bachelor-diploma filosofie en in 1860 zijn licentiaat jurispudentie. Na zijn afstuderen ging hij aan het werk als griffier bij een rechtbank. Na diverse andere functies bij de Spaanse koloniale overheid werd hij uiteindelijk benoemd tot rechter van het Court of First Instance en alcalde mayor (gouverneur) van de provincie Misamis.

## Bron
- Carlos Quirino, Who's who in Philippine history, Tahanan Books, Manilla (1995)